# Maharram Mammadyarov
 (septembre 2024).
Maharram Mammadyarov (en azéri : Məhərrəm Əli oğlu Məmmədyarov ; né le 17 octobre 1924 à Nakhtchivan et mort le 2 janvier 2022 à Bakou) est un Scientifique honoré d'Azerbaïdjan (2009), docteur en sciences chimiques, membre à part entière de l'ANAS(2001).

## Biographie
En 1941, Maharram Ali oghlu Mammadyarov est diplômé du Collège pédagogique du Nakhitchevan. Il est vétéran de la Grande Guerre patriotique de 1941-1945 et a 12 ordres et médailles. En 1949, il est diplômé de l'Université d'État d'Azerbaïdjan et en 1953, il termine ses études de troisième cycle à l'Institut technologique de Leningrad.

## Activité scientifique
En 1953-1955, M. Mammadyarov est secrétaire scientifique à l'Institut de chimie de l'Académie des sciences de la RSS d'Azerbaïdjan, chercheur principal à l'Institut de chimie organique du nom de N. D. Zelinsky de l'Académie des sciences de l'URSS (1955-1959). ) et à l'Institut des procédés pétrochimiques du nom de Yusif Mammadaliyev (1959-1969 ). De 1973 à 1979, M. Mammadyarov dirige le Centre scientifique régional du Nakhitchevan de l'Académie nationale des sciences d'Azerbaïdjan. En 1980, il reçoit le Prix d'État de la RSS d'Azerbaïdjan pour le développement d'une technologie permettant d'utiliser le dioxyde de carbone des sources thermales du Nakhitchevan dans l'industrie.
De 1981 à 1994, M. Mammadyarov est chef du département, et de 1994 à 2002 il est nommé directeur de l'Institut de microbiologie de l'Académie des sciences d'Azerbaïdjan.
M. Mammadyarov est l’auteur de plus de 250 ouvrages scientifiques publiés, 3 monographies, 39 brevets et certificats de droits d'auteur.

## Titres et décorations
- Prix d'État de la RSS d'Azerbaïdjan (1980)
- Ordre de l’Honneur
- Ordre de la Gloire
- Scientifique émérite d'Azerbaïdjan
- Diplôme honorifique du Président de la République d'Azerbaïdjan (1er octobre 2019).